# Aloe droseroides
Aloe droseroides är en grästrädsväxtart som beskrevs av John Jacob Lavranos och T.A.Mccoy. Aloe droseroides ingår i släktet Aloe och familjen grästrädsväxter.
Artens utbredningsområde är Madagaskar. Inga underarter finns listade i Catalogue of Life.